# Hitachi Rail STS
Hitachi Rail STS (anciennement Ansaldo STS) est une entreprise italienne active dans le domaine ferroviaire. Le groupe est un des plus importants concepteurs et installateurs de signalisation ferroviaire dans le monde. Filiale du groupe japonais Hitachi, l'entreprise est née en 2006 du regroupement de diverses entreprises présentes sur le marché de la signalisation. Hitachi Rail STS a participé à l'aménagement des principales lignes de métro, de tram, de chemins de fer traditionnels et trains à grande vitesse dans le monde.
En 2023, la société est leader dans le monde pour la fourniture du système de sécurité des trains ERTMS, dont sont équipés les trains circulant sur les lignes à grande vitesse. Depuis 1981 et l'équipement de la première ligne à grande vitesse au monde, elle a équipé plus de la moitié des LGV actuellement en service[source insuffisante].
Le groupe Hitachi Rail STS a déclaré un chiffre d'affaires de 1383,8 millions d'euros en 2015 et emploie 3 772 salariés.

## Histoire

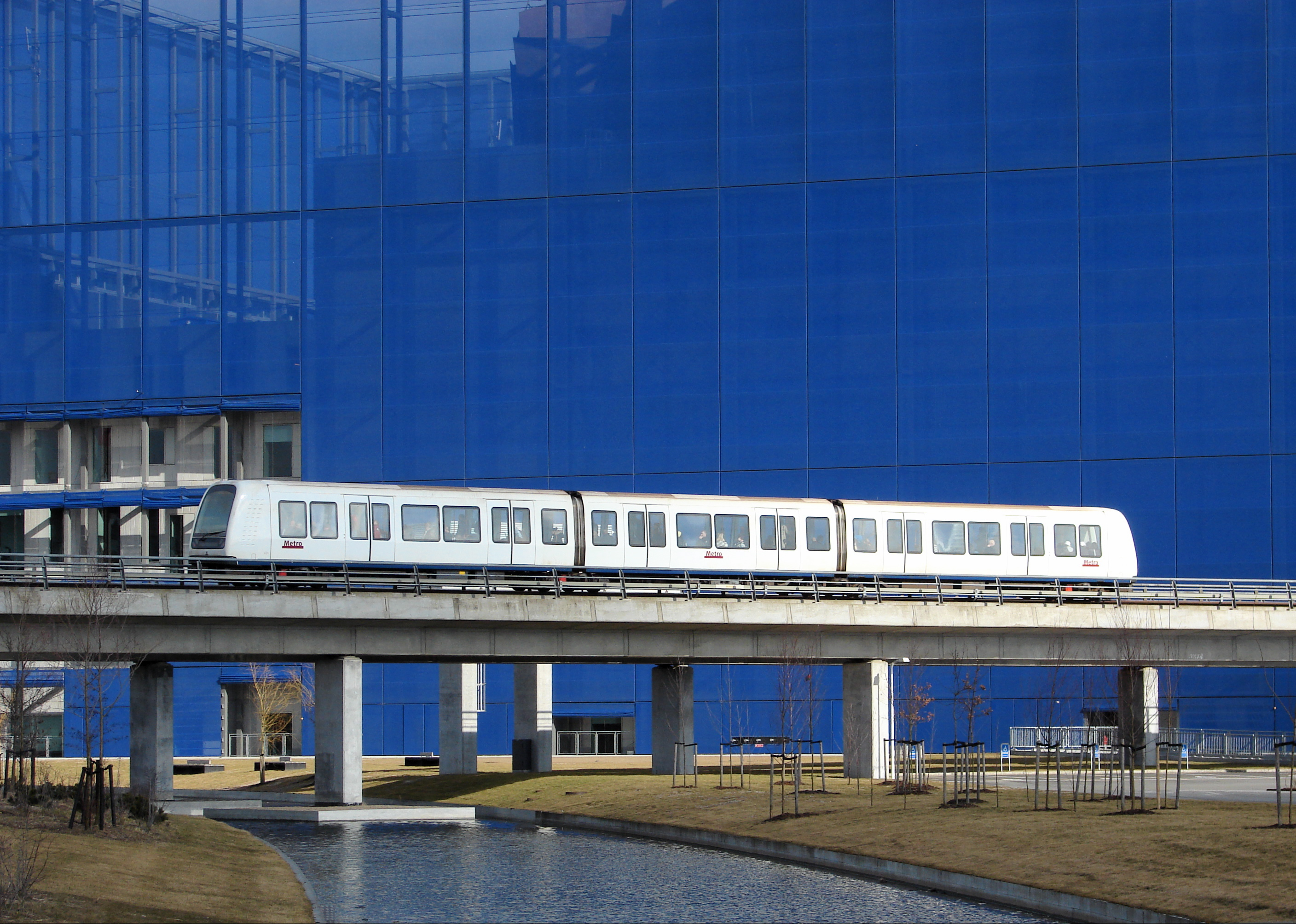
Métro de Copenhague, équipé d'automatismes d'Ansaldo STS et de rames d'AnsaldoBreda. Ansaldo STS détient également 49 % de la société d'exploitation.

Les origines du Groupe remontent à 1853 avec la constitution de la société Ansaldo, qui crée une division spécialisée pour la fabrication de véhicules et de structures complètes pour le transport ferroviaire.
Au fil des années, l'activité a été assurée par plusieurs divisions et sociétés du groupe Ansaldo (filiale de Finmeccanica), jusqu'à la création de Italtrafo S.p.A., qui fut incorporée en 1980 dans la nouvelle structure Ansaldo Trasporti S.p.A..
Le développement d'Ansaldo Trasporti s'accéléra avec le rachat de plusieurs sociétés dont notamment :
- en 1988, la société américaine Union Switch & Signals, créée en 1883 ;
- en 1989, de 49 % de la société française CSEE - Compagnie des Signaux et d'Entreprises Électriques, créée en 1902 sous le nom de Compagnie des Signaux pour Chemins de Fer - le rachat des 51 % restants du capital deviendra effectif en 1996 ;
- en 1990, du suédois Standard Radio & Telephone (STR) qui devient Ansaldo Trasporti Signal System.

En 1994, Ansaldo CSEE équipe en signalisation ferroviaire de dernière génération la liaison transmanche et le tunnel sous la Manche. En 1995, Ansaldo US&S rachète la société australienne Ventura Projects. 
En 1996, pour des raisons fiscales, Finmeccanica crée une holding de droit hollandais, Ansaldo Signal N.V., pour regrouper les participations étrangères du groupe dans le secteur de la signalisation ferroviaire ; puis, en 2000, la nouvelle filiale italienne Ansaldo Sistemi Ferroviari.
En 2003, Ansaldo Signal obtient un contrat en Chine (un des premiers attribués à une entreprise étrangère) pour équiper la future LGV Qinhuandao - Shenyang. En 2004, Ansaldo Signal équipe les lignes à grande vitesse de la Corée du Sud.
En 2005, Ansaldo Signal et Ansaldo Sistemi Ferroviari fusionnent pour former Ansaldo STS, en vue d'une introduction à la Bourse de Milan le 24 février 2006.
En 2008, Ansaldo STS équipe les chemins de fer indiens du système ERMS.
En butte à des difficultés financières, le groupe Finmeccanica a présenté, en novembre 2011, un plan de restructuration, prévoyant la vente de l'ensemble ou d'une partie de ses filiales dans les domaines du transport et de l'énergie, y compris d'Ansaldo STS dont il détenait encore 40% des parts. Le conglomérat industriel japonais Hitachi, mais également Alstom, Bombardier, Mitsubishi et Siemens auraient manifesté leur intérêt.
En mars 2014, alors que la vente d'Ansaldo STS n'a toujours pas abouti, Thales se montre à son tour intéressé par une reprise, en contrepartie d'un renforcement du poids de Finmeccanica dans l'alliance spatiale formée entre les deux entreprises. En juin 2014, alors que le rachat ne se concrétise toujours pas, le conseil d’administration de Finmeccanica approuve l'accélération de la cession de son pôle de transport ferroviaire comprenant Ansaldo STS et AnsaldoBreda, et met à disposition des informations financières détaillées aux candidats. Parmi les acheteurs potentiels figurent également le canadien Bombardier et le chinois CNR. En novembre 2014, Finmeccanica confirme que seul Hitachi a déposé une offre de reprise pour AnsaldoBreda et Ansaldo STS.
Finalement en février 2015, Finmeccanica (à partir de 2016 Leonardo-Finmeccanica) annonce la vente de ses 40 % dans Ansaldo STS au groupe japonais Hitachi pour 773 millions d'euros. Le conglomérat chinois Insigma Group avait également fait une offre sur l'entreprise italienne. Hitachi devrait par la suite faire une OPR (offre de reprise) sur l'ensemble des participations de Ansaldo STS pour un coût d'environ 1,86 milliard d'euros.
En octobre 2018, Hitachi rachète les 32% de parts détenues par Elliot Management et devient alors actionnaire majoritaire. À la suite de cela, Hitachi lança une offre publique d'achat et obtient 99% des parts de l'entreprise le 22 janvier 2019. Hitachi retire l'entreprise de la Borsa Italiana et l'entreprise est renommée Hitachi Rail STS le 30 janvier 2019.
En 2024, afin d'obtenir l'aval des autorités de la concurrence européenne et britannique à son rachat des activités de signalisation ferroviaire de Thales, Hitachi Rail STS revend une partie de ses actifs français et allemands au groupe ferroviaire italien MerMec.

## Structure
Le groupe Hitachi Rail STS regroupe les sociétés opérationnelles suivantes dans le monde :
- Hitachi Rail STS, la société mère du groupe,
- Hitachi Rail STS France (ex CSEE Transport),
- Hitachi Rail STS USA (ex Union Switch & Signal)
- Hitachi Rail STS UK (ex Ansaldo Signal Co.) en Grande-Bretagne,
- Hitachi Rail STS Ireland
- Hitachi Rail STS Sweden (ex Ansaldo Signal AB.) en Suède,
- Hitachi Rail STS Finland en Finlande,
- Hitachi Rail STS España en Espagne,
- Hitachi Rail STS Union Switch & Signal Pty. Ltd en Australie, Inde et Malaisie.

## Les principales commandes 2015 (en Millions €)
- U.S.A. - projet : MBTA Positive Train Control - client : MBTA (305)
- Australie - Rio Tinto  - Rio Tinto (162)
- Danemark - Copenhagen cityringen + O&M – Metroselskabet (119)
- Arabie Saudite - Metro Riyadh – Iconic Stations ADA (62)
- U.S.A. - Septa Sharon Hill - SEPTA (48)
- Espagne - Extension réfection ligne Madrid-Lleida - ADIF (42)
- Italie - Ligne 6 Mergellina San Pasquale Municipio - Commune de Naples (30)
- U.S.A. - Los Angeles West Side subway - LACTMA (28)
- France - Equipement de bord TGV Bi-standard - SNCF (18)
- U.S.A. - NYCT 4th / 6th Avenue - NYCT (15)
- Italie - Réseau Trenitalia - Trenitalia (13)
- Italie - CTO upgrade STB matériel roulant Trenitalia - Trenitalia (12)
- Chine - Métro Tianjin ligne 5 - Insigma (10)
- Divers - Fourniture matériel - Divers (73)
- U.S.A. - Fourniture matériel - Divers (54)
- Divers - Ingénierie, Services & Maintenance - Divers (44)